# Dryopteris gonggaensis
Dryopteris gonggaensis là một loài thực vật có mạch trong họ Dryopteridaceae. Loài này được H.S. Kung, L.B. Zhang & X.S. Guo miêu tả khoa học đầu tiên năm 1995.